# Liste der Stolpersteine in Freising

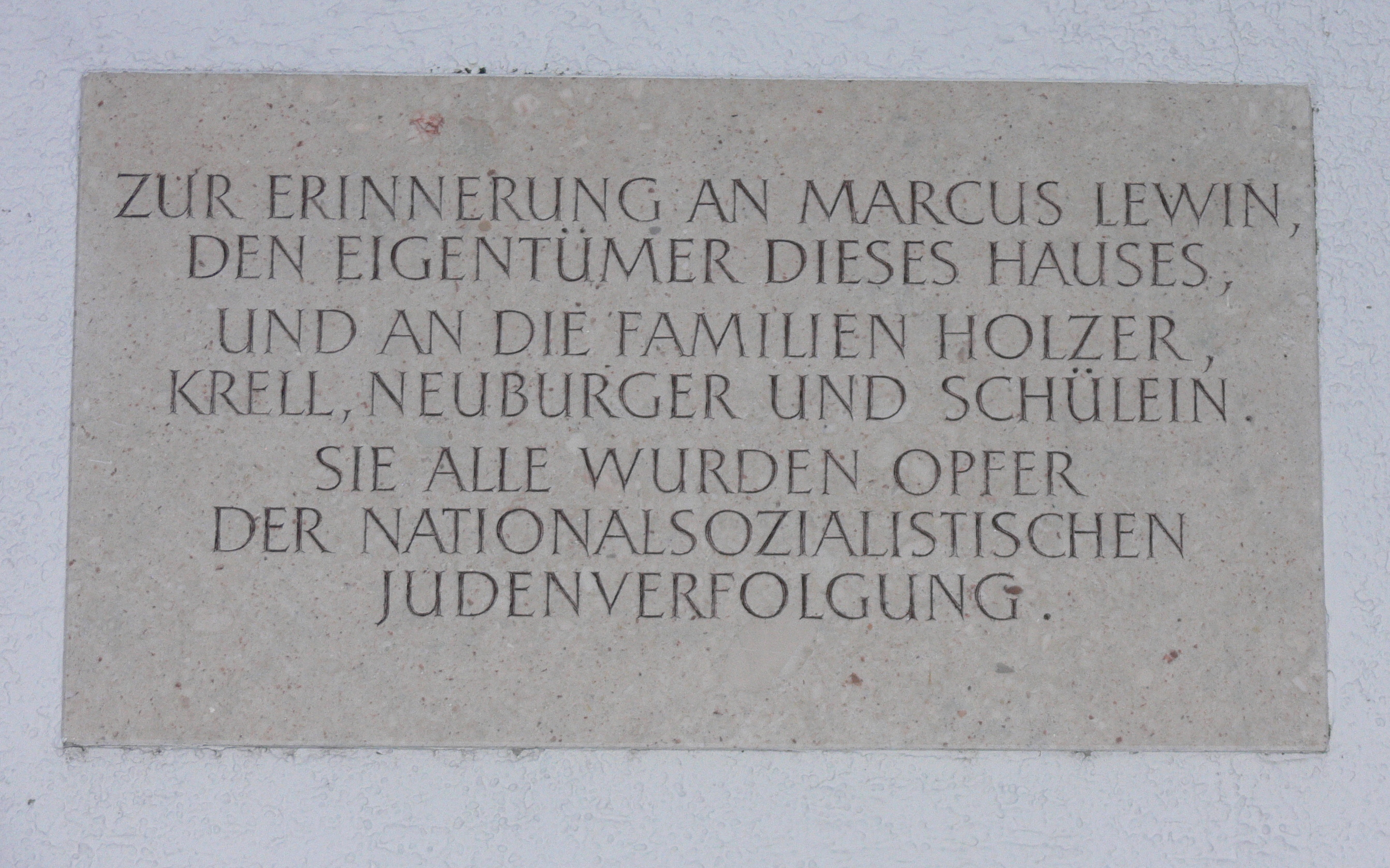
Gedenkstein für die jüdischen Familien in Freising.

Diese Liste der Stolpersteine in Freising enthält die Stolpersteine, die im Rahmen des gleichnamigen Kunstprojekts von Gunter Demnig in der oberbayrischen Stadt Freising verlegt wurden. Mit ihnen soll Opfern des Nationalsozialismus gedacht werden, die in Freising lebten und wirkten.
Auf der Oberseite der Betonquader mit zehn Zentimeter Kantenlänge ist eine Messingtafel verankert, die Auskunft über Namen, Geburtsjahr und Schicksal der Personen gibt, derer gedacht werden soll. Die Steine sind in den Bürgersteig vor den ehemaligen Wohnhäusern der Opfer der nationalsozialistischen Gewaltherrschaft eingelassen.
Initiatorin der ersten Verlegung von Stolpersteinen war die damalige Freisinger Gymnasiastin Katharina Prokopp. Angeregt von einem Bericht über das Kunstprojekt Stolpersteine ging sie der Frage nach, welche Opfer der Nationalsozialismus in ihrer Heimatstadt Freising gefordert hatte. Prokopp konnte 13 Personen aus vier jüdischen Familien ermitteln. Im September 2005 wurden zunächst für jede der vier Familien stellvertretend ein Stolperstein verlegt, im April 2007 folgten die Stolpersteine für weitere Familienmitglieder. Angeregt vom Verband Vereinigung der Verfolgten des Naziregimes – Bund der Antifaschistinnen und Antifaschisten wurden im November 2016 weitere vier Stolpersteine verlegt, woran sich auch die Abschlussklasse des  Lycée Jean Renoir aus München beteiligte. Die Idee dazu war auf einer Klassenfahrt nach Berlin entstanden. Diesmal sollte es nicht nur Stolpersteine für Ermordete, sondern auch für Verfolgte und Überlebende des Nazi-Terrors geben. Weitere 12 Stolpersteine wurden im Januar 2023 verlegt.

## Verlegte Stolpersteine
| Stolperstein | Inschrift | Verlegeort                 | Name, Leben                                     |
| --- | --- | -------------------------- | ----------------------------------------------- |
| | HIER WOHNTE BARTHOLOMÄUS BAUER | Apothekergasse 5           | Bartholomäus Bauer                              |
| | HIER WOHNTE MARIA GRASSL | Weihenstephaner Steig 2    | Maria Grassl                                    |
| | HIER WOHNTE KARL HAUNSCHILD JG. 1885 EINGEWIESEN 1931 FRANZISKUSWERK SCHÖNBRUNN 'VERLEGT' 29.4.1941 ZWISCHENANSTALT NIEDERNHART ERMORDET 29.4.1941                                | Erdinger Straße 10 ·       | Karl Haunschild (1885–1941)                     |
| | HIER WOHNTE BERNHARD HOLZER JG. 1867 DEPORTIERT 1942 THERESIENSTADT TOT 15.5.1943                                                                                                 | Obere Hauptstraße 9 ·      | Bernhard Holzer (1867–1943)                     |
| | HIER WOHNTE HANNA HOLZER GEB. NEUMEIER JG. 1877 DEPORTIERT 1942 THERESIENSTADT TOT 31.12.1942                                                                                     | Obere Hauptstraße 9 ·      | Hanna Holzer, geborene Neumeier (1877–1942)     |
| | HIER WOHNTE HEDDA HOLZER JG. 1895 FLUCHT 1938 FRANKREICH SCHICKSAL UNBEKANNT | Obere Hauptstraße 9 ·      | Hedda Holzer (1895–?)                           |
| | HIER WOHNTE HENRIETTE HOLZER GEB. NEUMEIER JG. 1874 DEPORTIERT 1942 THERESIENSTADT TOT 4.5.1943                                                                                   | Obere Hauptstraße 9 ·      | Henriette Holzer, geborene Neumeier (1874–1943) |
| | HIER WOHNTE ILSE HOLZER JG. 1897 DEPORTIERT 1942 THERESIENSTADT TOT 31.12.1942 | Obere Hauptstraße 9 ·      | Ilse Holzer (1896–1942)                         |
| | HIER WOHNTE IRMA HOLZER JG. 1896 DEPORTIERT 1942 PIASKI ? | Obere Hauptstraße 9 ·      | Irma Holzer (1896–?)                            |
| | HIER WOHNTE DR. MARTIN HOLZER JG. 1899 BERUFSVERBOT 1933 FLUCHT 1938 PALÄSTINA | Obere Hauptstraße 9 ·      | Dr. Martin Holzer (1895–1966)                   |
| | HIER WOHNTE OSKAR HOLZER JG. 1899 FLUCHT TOT 25.4.1939 | Obere Hauptstraße 9 ·      | Oskar Holzer (1869–1939)                        |
| | HIER WOHNTE SIEGFRIED HOLZER JG. 1897 DEPORTIERT ERMORDET IN AUSCHWITZ | Obere Hauptstraße 9 ·      | Siegfried Holzer (1897–?)                       |
| | HIER WOHNTE FRANZ XAVER HUBER | Grottenau 40               | Franz Xaver Huber                               |
| | HIER WOHNTE ANNA HUFSCHMIED JG. 1912 EINGEWIESEN 1929 HEILANSTALT GABERSEE 'VERLEGT 11.11.1940 HARTHEIM ERMORDET 11.11.1940 'AKTION T4'                                           | Altenhauser Straße 11 ·    | Anna Hufschmied (1912–1940)                     |
| | HIER WOHNTE WILHELMINE KRIPPNER JG. 1895 EINGEWIESEN 1926 HEILANSTALT GABERSEE 'VERLEGT' 17. 1. 1941 ZWISCHENANSTALT NIEDERNHART ERMORDET 17. 1. 1941                             | Rindermarkt 20 ·           | Wilhelmine Krippner (1895–1941)                 |
| | HIER WOHNTE HILDEGARD LEWIN JG. 1910 FLUCHT 1939 ENGLAND | Untere Hauptstraße 2 ·     | Hildegard Lewin (1910–?)                        |
| | HIER WOHNTE MARCUS LEWIN JG. 1870 FLUCHT IN DEN TOD 11.7.1942 SAMMELLAGER MÜNCHEN                                                                                                 | Untere Hauptstraße 2 ·     | Marcus Lewin (1910–1942)                        |
| | HIER WOHNTE ALFRED NEUBURGER JG. 1882 DEPORTIERT 1941 KOWNO ERSCHOSSEN 25.11.1941                                                                                                 | Bahnhofstraße 4 ·          | Alfred Neuburger (1882–1941)                    |
| | HIER WOHNTE EMMA NEUBURGER JG. 1891 DEPORTIERT 1941 RIGA ERSCHOSSEN 25.11.1941 IN KOWNO                                                                                           | Bahnhofstraße 4 ·          | Emma Neuburger (1891–1941)                      |
| | HIER WOHNTE SIEGFRIED NEUBURGER JG. 1883 DEPORTIERT 1941 KOWNO ERSCHOSSEN 25.11.1941                                                                                              | Bahnhofstraße 4 ·          | Siegfried Neuburger (1883–1941)                 |
| | HIER WOHNTE JOHANN RANNERTSHAUSER JG. 1913 GEGNER DER NS-DIKTATUR SEIT 1934 MEHRMALS VERHAFTET 1936 ZWANGSSTERILISIERT EINGEWIESEN 1940 HEILANSTALT KAUFBEUREN ERMORDET 28.4.1945 | Jahnstraße 5               | Johann Rannertshauser (1913–1945)               |
| | HIER WOHNTE EMMA REISSERMEYER JG. 1884 DEPORTIERT 1942 THERESIENSTADT BEFREIT | Wippenhauser Straße 18 ·   | Emma Reissermeyer (1884–1961)                   |
| Bild gesucht Der Benutzer GeorgDerReisende ( Diskussion ) wünscht sich an dieser Stelle ein Bild vom Ort mit diesen Koordinaten 48.400601 11.734606 . Motiv: Ferdinand-Zwack-Straße 16: der Stolperstein für Benno Riedl Falls du dabei helfen möchtest, erklärt die Anleitung , wie das geht. BW | HIER WOHNTE BENNO RIEDL | Ferdinand-Zwack-Straße 16  | Benno Riedl                                     |
| | HIER WOHNTE EMILIE SCHINDLER JG. 1904 EINGEWIESEN 1904 HEILANSTALT GABERSEE 'VERLEGT' 7.11.1940 HARTHEIM ERMORDET 7.11.1940 'AKTION T4'                                           | Kulturstraße 7 ·           | Emilie Schindler (1904–1940)                    |
| | HIER WOHNTE LAMPERT SCHUSTER JG. 1887 EINGEWIESEN 1915 HEILANSTALT GABERSEE 'VERLEGT' 29.11.1940 HARTHEIM ERMORDET 29.11.1940 'AKTION T4'                                         | Rindermarkt 6 ·            | Lampert Schuster (1887–1940)                    |
| | HIER WOHNTE URSULA SEIBOLD JG. 1889 EINGEWIESEN 1923 HEILANSTALT GABERSEE 'VERLEGT' 7.11.1940 HARTHEIM ERMORDET 7.11.1940 'AKTION T4'                                             | Rindermarkt 5 ·            | Ursula Seibold (1889–1940)                      |
| | HIER WOHNTE ROSINA STEINECKER | Dr.-von-Daller-Straße 55 · | Rosina Steinecker                               |
| | HIER WOHNTE WALBURGA THALHAMMER | Meisenstraße 1             | Walburga Thalhammer                             |
| | HIER WOHNTE GEORG ZIEGLTRUM JG. 1899 'SCHUTZHAFT' 1933/1934 DACHAU 'SICHERUNGSVERWAHRUNG' 1942 BÖRGERMOOR ERMORDET 14.5.1943 NEUENGAMME                                           | Haydstraße 23 ·            | Georg Ziegltrum (1899–1943)                     |